# Беркович, Евгений Михайлович
Евге́ний Миха́йлович Берко́вич (род. 6 октября 1945, Иркутск) — математик, публицист, историк науки и литературы, издатель и редактор.
Создатель сетевого портала «Заметки по еврейской истории», в рамках которого выходят в свет одноимённый порталу журнал и альманах «Еврейская Старина». Создатель и главный редактор журнала «Семь искусств» и журнал-газеты «Мастерская».
Автор книг «Заметки по еврейской истории» и «Банальность добра. Герои, праведники и другие люди в истории Холокоста. Заметки по еврейской истории двадцатого века», «Одиссея Петера Прингсхайма» (2013), «Антиподы: Альберт Эйнштейн и Филипп Ленард в контексте физики и истории» (2014), «Революция в физике и судьбы её героев. Томас Манн и физики XX века» (2017), «Революция в физике и судьбы её героев. Альберт Эйнштейн в фокусе истории XX века» (2018), «Альберт Эйнштейн и „революция вундеркиндов“: очерки становления квантовой механики и единой теории поля» (2021). Автор сценария документального фильма «Вопросы к Богу».

## Биография
Родился 6 октября 1945 года в Иркутске. Отец — Беркович Михаил Шаевич, радиоинженер (1917, Украина — 2001, Москва), мать — Сендерова Александра Владимировна, историк (1924, Милославичи, Белоруссия — 1980, Москва).
С 1946 по 1995 годы жил, учился и работал в Москве.
Окончил физический факультет МГУ им. Ломоносова в 1968 году, кандидат физико-математических наук (1973), старший научный сотрудник, доктор естественных наук (Германия).
С 1995 года живёт и работает в Германии (город Ганновер).
Публикации по еврейской истории, истории науки и литературы в периодических изданиях «Новый мир», «Знамя», «Нева», «Иностранная литература», «Вопросы литературы», «Человек», «Студия», «22», «Лехаим», «Вестник» (Балтимор) и многих других изданиях России, Украины, США, Израиля, Германии, а также книги по истории науки и еврейской истории, получившие признание критиков
.

## Журнал «Семь искусств»
«Семь искусств» — ежемесячный литературно-художественный и научно-популярный журнал, первый номер которого вышел в декабре 2009 года. По замыслу создателя и редактора журнала Евгения Берковича, он должен быть журналом для интеллигентного читателя (наука, искусство, словесность). Девизом журнала стала цитата из «Политики» Аристотеля: «Семь свободных искусств — основа воспитания, которое надлежит давать не для практической пользы, но потому, что оно достойно свободнорождённого человека и само по себе прекрасно».
Электронная версия журнала удостоена Беляевской премии в номинации «Просветительский или научно-популярный сайт — за наиболее интересную деятельность в предшествующий период» (2018).
В состав редколлегии входят известные деятели науки и искусства, в том числе композитор Александр Журбин, писатель, доктор культурологии и профессор Александр Ласкин, философ и физик профессор Ариэльского университета Эдуард Бормашенко, историк и литератор Лев Бердников и другие.
Статьи для журнала пишут специалисты — ученые, музыканты, художники, писатели и журналисты. Например, в рубрике «Мир науки» публикуются работы таких учёных, как члены РАН, доктора наук Ю. Манин, В. Тихомиров, Б. Болотовский, О. Рохлин, С. Шноль и многих других. В разделе «Музыка» представлены статьи известных дирижёров, исполнителей и композиторов. Среди них: Г. Рождественский, А. Журбин, А. Штильман, А. Мессерер, Е. Кисин и другие. При этом сохраняется доступность, даже когда речь идет о достаточно сложных материях.
Сетевая версия журнала входит в каталог Яндекса (ИКС = 340), представлена на сайтах «litbook.ru», «Openstat», «Web.archive.org», «Cy-pr.Com», материалы журнала цитируются во многих научных и других публикациях, в отзывах встречаются описания журнала как уникального явления.

## Награды
- Награждён медалью «За трудовую доблесть» (1985)[3].
- Дважды лауреат Беляевской премии:
  - 2018 — за электронную версию журнала «Семь искусств», ставшей лучшим научно-популярным и просветительским сайтом года[32]
  - 2019 — за цикл статей «Эпизоды „революции вундеркиндов“», опубликованных в журнале «Наука и жизнь» в период с сентября по декабрь 2018 года[33]

## Частичная библиография

### Исторические книги
- Евгений Беркович. Альберт Эйнштейн и «революция вундеркиндов»: Очерки становления квантовой механики и единой теории поля. — 2021. — 328 с. — ISBN 978-5-9710-7763-3.
- Евгений Беркович. Революция в физике и судьбы ее героев: Альберт Эйнштейн в фокусе истории XX века. — 2018. — 368 с. — ISBN ISBN 978-5-9710-4312-6.
- Евгений Беркович. Революция в физике и судьбы ее героев (Томас Манн и физики XX века): Одиссея Петера Прингсхайма. — 2024. — ISBN 978-5-9519-4365-1.
- Евгений Беркович. Банальность добра. Герои, праведники и другие люди в истории Холокоста. Заметки по еврейской истории двадцатого века. — Янус-К, 2022. — 388 с. — ISBN 9785457646247.
- Евгений Беркович. Заметки по еврейской истории. — Янус-К, 2000. — 185 с. — ISBN 9785803700517.
- Евгений Беркович. Антиподы. Альберт Эйнштейн и другие люди в контексте физики и истории. — Семь искусств.
- Евгений Беркович. Одиссея Петера Прингсхайма. — Семь искусств, 2022. — ISBN 9785457647152.
- Е. М. Беркович, Б. М. Болотовский. Заметки по истории физики. — М.: Российская академия наук, Физический институт им. П. Н. Лебедева (ФИАН). — Т. 2009. — 54 с. — (Портреты).

### Статьи по истории
- Евгений Беркович. Прецедент // Нева. — 2009. — № 5.
- Евгений Беркович. Наука в тени свастики // Нева. — 2008. — № 5.
- Евгений Беркович. Томас Манн в свете нашего опыта // Иностранная литература. — 2011. — № 9.
- Евгений Беркович. Физики и время: Портреты ученых в контексте истории // Иностранная литература. — 2014. — № 2.
- Евгений Беркович. Понимание и перевод лейтмотивов в романе Томаса Манна «Королевское высочество» // Вопросы литературы. — М., 2022. — № 4.
- Евгений Беркович. Работа над ошибками. Заметки на полях автобиографии Томаса Манна // Вопросы литературы. — М., 2012. — № 1.
- Евгений Беркович. Символы Ландау // Иерусалимский журнал. — Иерусалим, 2016. — № 54.
- Е. М. Беркович. Гейзенберг и время // Человек. — 2014. — № 1. — С. 154—166. — ISSN 0236-2007.

### Статьи по математике
- Б. М. Будак, Е. М. Беркович. Об аппроксимации экстремальных задач // Доклады Академии Наук СССР. — М.: Московский государственный университет имени М. В. Ломоносова, 1970. — Т. 192, № 5. — С. 959–962.
- Е. М. Беркович. Об аппроксимации двухэтапных стохастических экстремальных задач // Ж. вычисл. матем. и матем. физ.. — М., 1971. — Т. 11, № 5. — С. 1150–1165.
- E.M. Berkovich. The approximation of two-stage stochastic extremal problems = Об аппроксимации двухэтапных стохастических экстремальных задач // USSR Computational Mathematics and Mathematical Physics. — 1971. — Т. 11, № 5. — С. 69—88.
- E. M. Berkovich, A. A. Golubeva, E. G. Shadek & L. K. Tukh. Use of methods of solving inverse problems of heat conduction to establish the coefficient of heat transfer in jet cooling // Journal of Engineering Physics. — Springer, 1978. — Т. 34. — С. 619–624.

### Полемика вокруг «Еврейской старины»
- В. Сердюченко. Пикейные евреи интернета. Архивировано 23 октября 2008 года.
- В. Сердюченко. Чужие среди своих. Архивировано 3 мая 2009 года.
- А. Нежинская. Можно ловить и тыкать носом… Архивировано 20 августа 2008 года.
- Д. Верхотуров. О позиции «национально озабоченных» евреев
- Л. Палисад. Озабоченность «юдо-радетелей», или у кого «Банальность добра» вызывает банальную злобу? Архивировано 2 декабря 2008 года.
- Я. Кротов. Евгений Беркович и Борис Дынин нарушают авторские права. Архивировано 16 ноября 2011 года.
- Е. Беркович. — не воробей, или Береги честь смолоду!
- Е. Беркович. Евгений Беркович. В редакцию альманаха «Лебедь». Архивировано 26 октября 2008 года.
- Е. Беркович. О забывчивом редакторе, загнанном священнике и чужих грехах. Архивировано 23 октября 2012 года.
- М. Дорфман. Народ скажет, как завтра завяжет (предисловие). Архивировано 10 декабря 2008 года.
- Е. Беркович. Интерсплетня — оружие перьевых хакеров. Архивировано 22 октября 2008 года.
- В. Лебедев. Бессылочный издатель. Архивировано 25 октября 2008 года.
- Е. Беркович. Зависть сетевой шпаны, или О преимуществах честной журналистики. Архивировано 8 сентября 2008 года.
- Е. Беркович. Зависть сетевой шпаны — 2, или О совести гадюки. Архивировано 8 февраля 2010 года.
- Б. Горобец. «Поразительная парадоксальность»: Отклик из России на книгу Евгения Берковича «Банальность добра» от его коллеги по «цеху». Архивировано 21 апреля 2009 года.